# 小行星17956
小行星17956（17956 Andrewlenoir）是一颗绕太阳运转的小行星，为主小行星带小行星。该小行星于1999年5月10日发现。

## 轨道参数
小行星17956的轨道半长轴为2.2354521 UA，离心率为0.074。